# Михайловка (Михайловский район, Амурская область)
В Амурской области также есть Михайловка в Архаринском районе, Михайловка в Благовещенском районе и Михайловка в Мазановском районе.
Миха́йловка — село в Михайловском районе Амурской области, Россия.
Административный центр Михайловского сельсовета.

## История
В августе 1862 года в ста верстах к востоку от Благовещенска переселенцы из Тамбовской и Орловской губерний заложили селение Михайловку. Населённый пункт назвали в честь праздника святого Архангела Михаила. Основали село семьи Астафоровых, Кузьминых, Тыриных, Рябухиных. Много испытаний пришлось пережить переселенцам, но они не свернули с намеченного пути. Строили церкви, школы и дома, обрабатывали землю, растили детей.
К 1891 году в Михайловском селении стояло 68 срубов, численность населения составляла 370 человек. Земледелие было основным занятием, поэтому в селении насчитывалось 400 лошадей, 476 голов крупного рогатого скота и 14 200 десятин надельной земли.
По данным переписи 1902 года в Михайловке было уже свыше 1000 жителей, а к 1914 году она стала одним из наиболее зажиточных селений Завитинской волости. В годы Великой Отечественной войны колхоз «Политотдел» неизменно удерживал районное Красное Знамя.
В 70-е годы в Михайловке располагалось первое отделение совхоза «Михайло-Амурский», за которым было закреплено 14 тысяч гектаров земли.

## География
Село Михайловка стоит на левом берегу реки Завитая.
Село Михайловка расположено на автодороге областного значения Благовещенск — Тамбовка — Райчихинск, в 8 км западнее автодороги областного значения Завитинск — Поярково.
Расстояние до районного центра Поярково — 38 км.
От села Михайловка вверх по левому берегу Завитой идёт дорога к селу Петропавловка, а на правом берегу Завитой находятся сёла Арсентьевка (выше по течению) и Новогеоргиевка (ниже по течению).

## Население
| 2002 | 2010 | 2012 | 2013 | 2014 | 2015 | 2016 |
| ---- | ---- | ---- | ---- | ---- | ---- | ---- |
| 828  | ↘720 | ↘715 | ↘694 | ↘674 | ↘670 | ↘664 |
| 2017 | 2018 |      |      |      |      |      |
| ↗681 | ↗689 |      |      |      |      |      |

## Инфраструктура
Сельскохозяйственные предприятия Михайловского района.

## Археология
В 25 км от села Михайловка на реке Завитой в 1966 году школьники Михайловской средней школы обнаружили Михайловское городище, эпонимное для мохэской михайловской культуры железного века.